# Ígor Óistraj

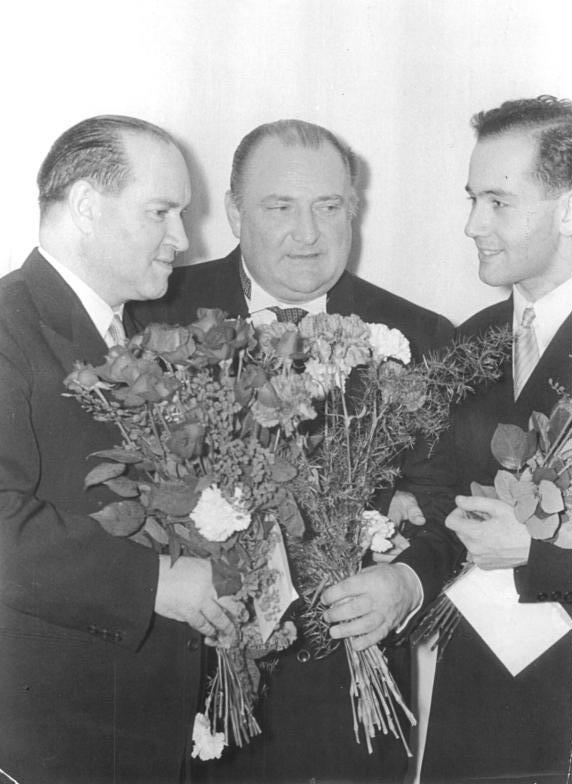
Ígor Óistraj.

Ígor Davídovich Óistraj (ruso: И́горь Дави́дович О́йстрах, nació 27 de abril de 1931 en Odesa, 14 de agosto de 2021, Moscú) fue un conocido maestro violinista soviético. 

## Biografía
Oistraj o Ígor Oistrakh nació en Odesa y fue hijo único del famoso violinista David Óistraj.  
Ígor asistió a la Escuela Central de Música en Moscú e hizo su debut en 1948. Estudió en el Conservatorio de Moscú de 1949 a 1955. Cuando aún era estudiante, ganó varios premios internacionales, incluido el Primer Premio en el Concurso Wieniawski en 1952. Luego se unió a la facultad del Conservatorio de Muscú en 1958 al profesorado, convirtiéndose en conferencista en 1965.
Fue un gran artista por derecho propio, pero ha debido soportar el peso de la inmensa y merecida fama del padre, con el que tocó y grabó durante 27 años. Sin embargo, tanto en Europa como en América es considerado uno de los grandes violinistas de la segunda mitad del siglo pasado.
Crecer en la USSR de Stalin supuso muchos obstáculos para la familia Oistrakh, pero Igor aún pudo beneficiarse de las conexiones de su padre con los grandes compositores soviéticos, incluido Shostakovich, quien supervisó personalmente los ensayos de Igor de su Segundo Concierto, escrito originalmente para su padre, y Prokófiev.
Igor fue el primero de la familia Oistrakh en actuar en Gran Bretaña cuando el empresario Víctor Hochhauser lo trajo al país en 1953. Su concierto en el Royal Albert Hall, durante el cual interpretó los conciertos de Beethoven y Khachaturian, fue un gran éxito y logró que el público lo aceptara como un artista por derecho propio. Ocho años más tarde, en 1961, él y su padre aparecieron juntos en un concierto en Gran Bretaña por primera vez, interpretando el Doble de Bach en Londres y Mánchester. También actuarían con Igor como solista y su padre como director, en particular en un concierto en la RAH con Yehudi Menuhin y la Orquesta Filarmónica de Moscú en 1963, que culminó con la actuación de los tres en el Triple Concierto de Vivaldi bajo la dirección de Kyril Kondrashin.
Igor también ha tocado junto su mujer la pianista Natalia Zertsálova.
Ha sido jurado en la mayoría de los concursos más importantes de violín, al igual que lo fue su padre. 
Igor hizo varias grabaciones, muchas de las cuales fueron con su padre. Un nuevo DVD sobre ICA Classics, que captura a padre e hijo en el Royal Albert Hall y el Royal Festival Hall en 1962 y 1963 respectivamente, llamó la atención del crítico de Gramophone Jeremy Nicholas en una fecha tan reciente como la edición de septiembre de 2011. Las versiones del concierto de Aram Jachaturián con Goossens, su notable primer concierto de Bruch conducido por su padre como Director de orquesta, y sobre todo sus extraordinarias grabaciones de obras para dos violines con este, son ya consideradas antológicas bajo el sello discográfico Deutsche Grammophon.

## En el Occidente
Desde 1996 se estableció en Bélgica y fue un eminente profesor de violín del Conservatorio Real de Bruselas. Entre sus alumnos se encuentran violinistas como Zakhar Bron, Daniel Rowland, Valery Oistrakh, Jela Špitková y Yoris Jarzynski. Ha continuado tocando conciertos hasta 2008, cuando dio su última presentación en Salzburgo. Falleció a la edad de 90 en Moscú de complicaciones al corazón y los pulmones.   

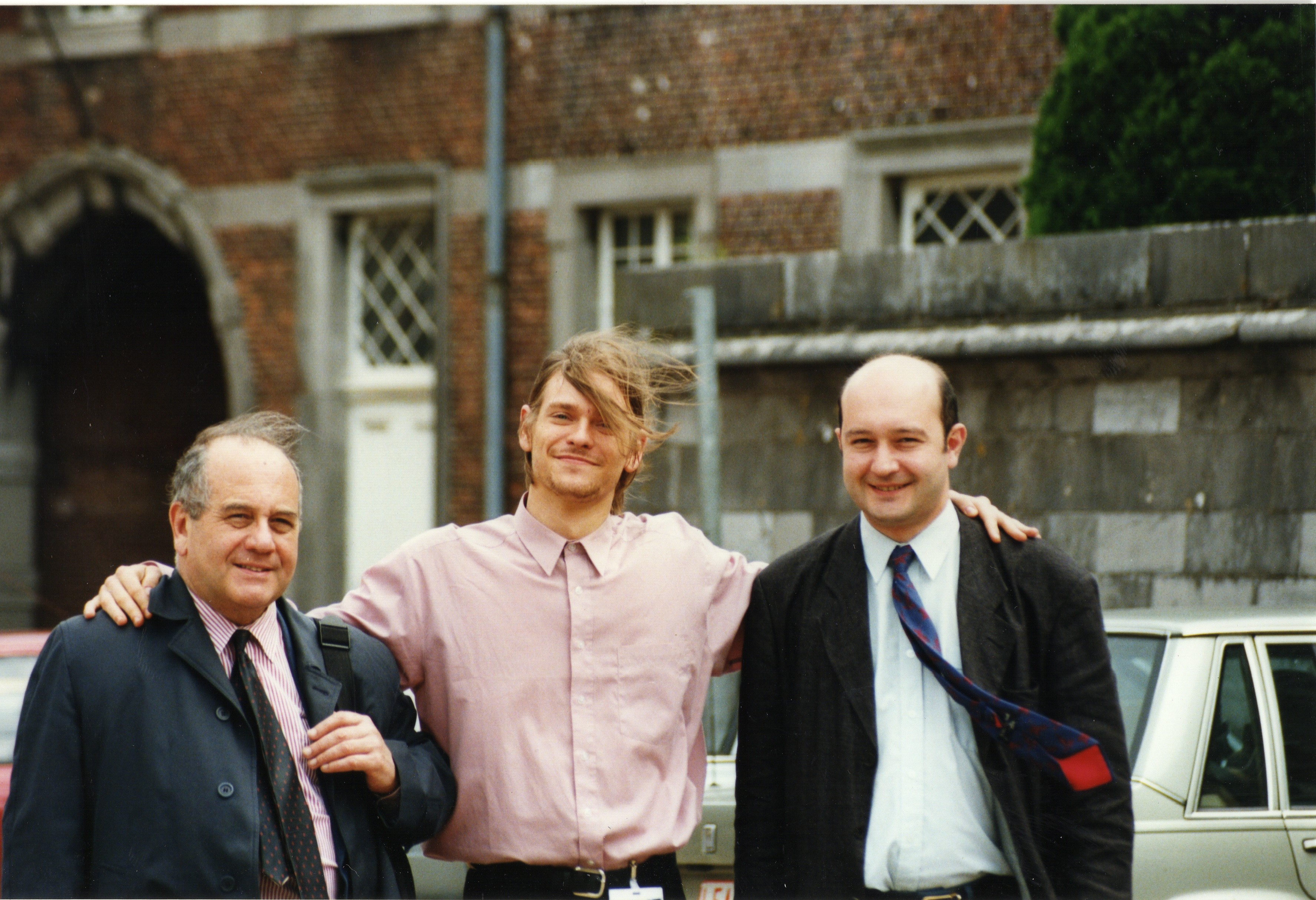
Igor Oistrakh con Yoris Jarzynski y su hijo Valery en Bélgica, año 1997.

Entre las distinciones que ha recibido en su vida son: presidente de la sección rusa de la Asociación de Profesores de Cuerda Europeos, Fellow of the Royal College of Music (Reino Unido), People's Artist of USSR, miembro honorario de la Sociedad Beethoven en Bonn, miembro honorario de la Fundación Ysaÿe, y presidente de la Fundación César Franck.
Su hijo, Valery Oistrakh, también es violinista quien sigue los pasos también desde 1996 como Profesor del Conservatorio Real de Bruselas y, como la generación anterior, actuaba ocasionalmente en conciertos con su padre.

## Otros
El asteroide 42516 Oistrach recibió el nombre que lleva su apellido. 